# Sovići
Sovići, genauer Sovići Donji und Sovići Gornji, sind Ortsgemeinschaften (Mjesna zajednica, kurz MZ) der Großgemeinde Grude im Südwesten von Bosnien und Herzegowina.
Das langgestreckte Straßendorf liegt im südwestlichen Teil des Kantons West-Herzegowina und hat 2.550 Einwohner; größtenteils Kroaten.
Sovići Donji besteht aus den Siedlungen Vlašići, Prlići, Pejići, Šimići, Pejića Draga, Čuljci, Bošnjaci und Bobanova Draga mit zusammen 1.500 Einwohnern in 340 Haushalten (2013).

## Bevölkerung
Sovići hat 2'799 Einwohner in 193 Haushalten (2013). 1991 hatte Sovići 2664 Einwohner; davon 2643 Kroaten, 2 Jugoslawen, 1 Serbe und 18 Sonstige.

## Religion
Die Bewohner von Sovići sind größtenteils römisch-katholisch; seine Pfarrgemeinde gehört zum Bistum Mostar-Duvno.

## Persönlichkeiten
- Rafael Boban (1907–nach Mai 1945), Ustaša-Offizier und Kommandant der „Schwarzen Legion“ (Crna Legija)
- Mate Boban (1940–1997), Politiker, Präsident der Kroatischen Republik Herceg-Bosna
- Boro Grubišić (* 1952), Mediziner und Politiker (HDSSB), Mitglied des kroatischen Parlaments (Sabor)
- Ivan Prlić (* 1951), kroatischer politischer Emigrant und Revolutionär
- Marko Grubišić (* 1958), kroatischer politischer Gefangener zu Zeiten Jugoslawiens
- Jerko Grubišić (* 1966), kroatischer Fußballtrainer

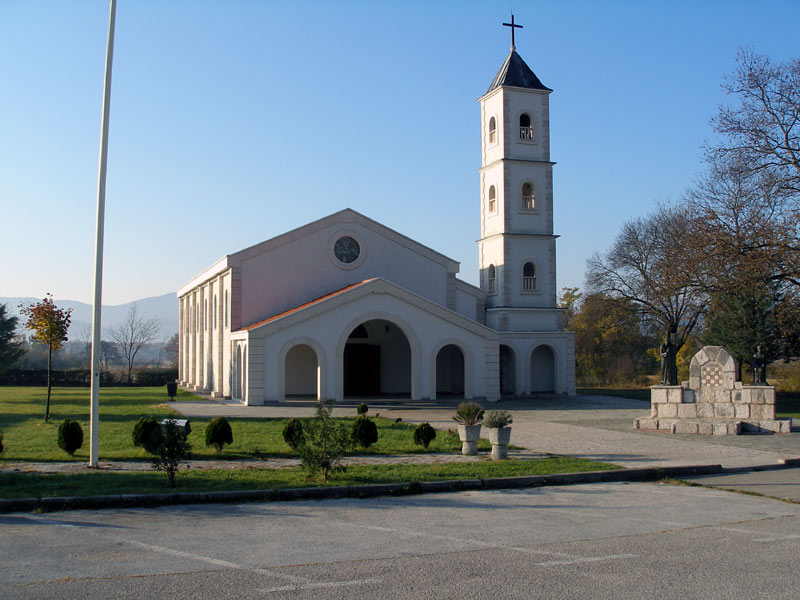
Römisch-katholische Kirche in Sovići
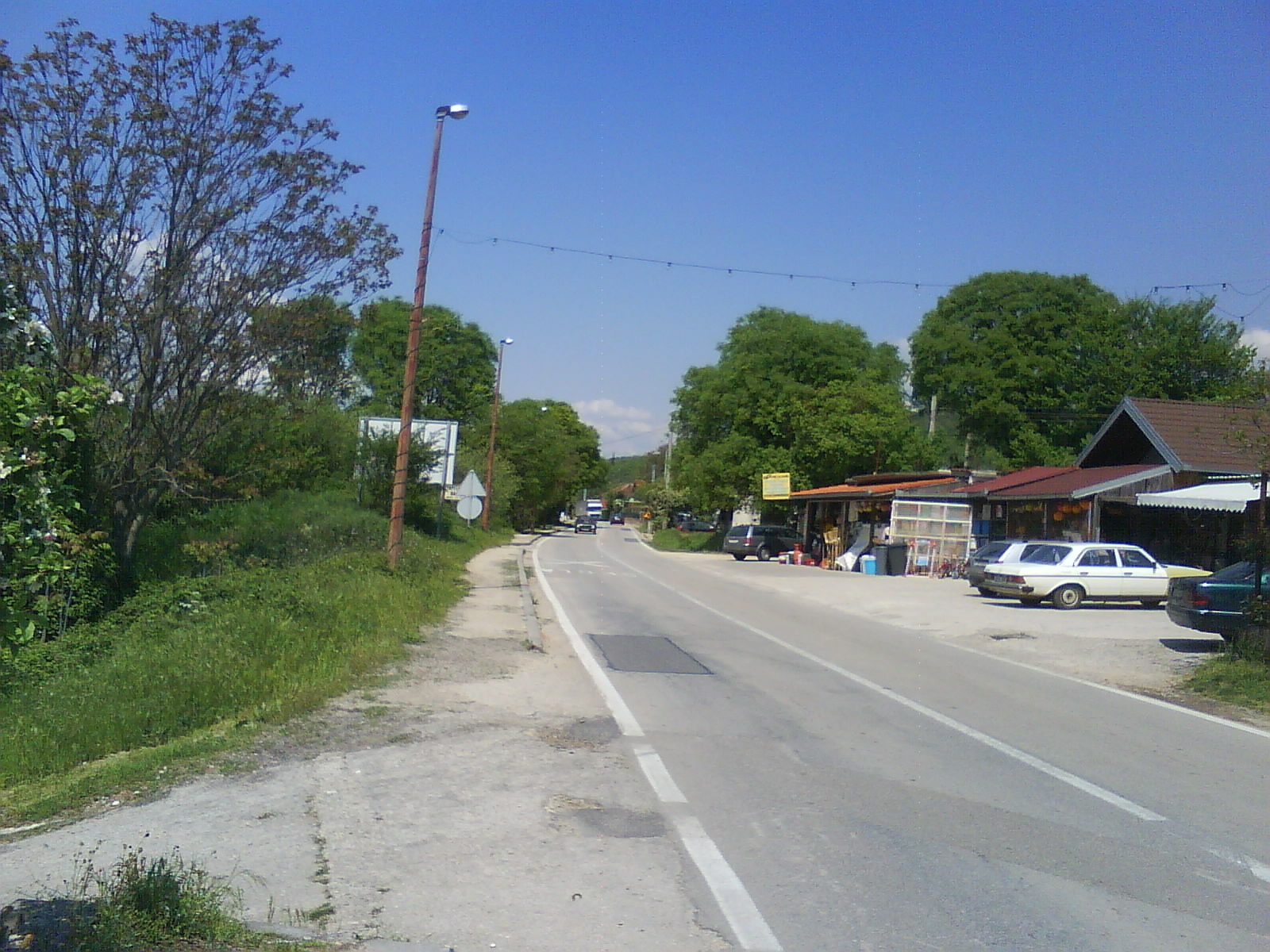
Straße in Sovići
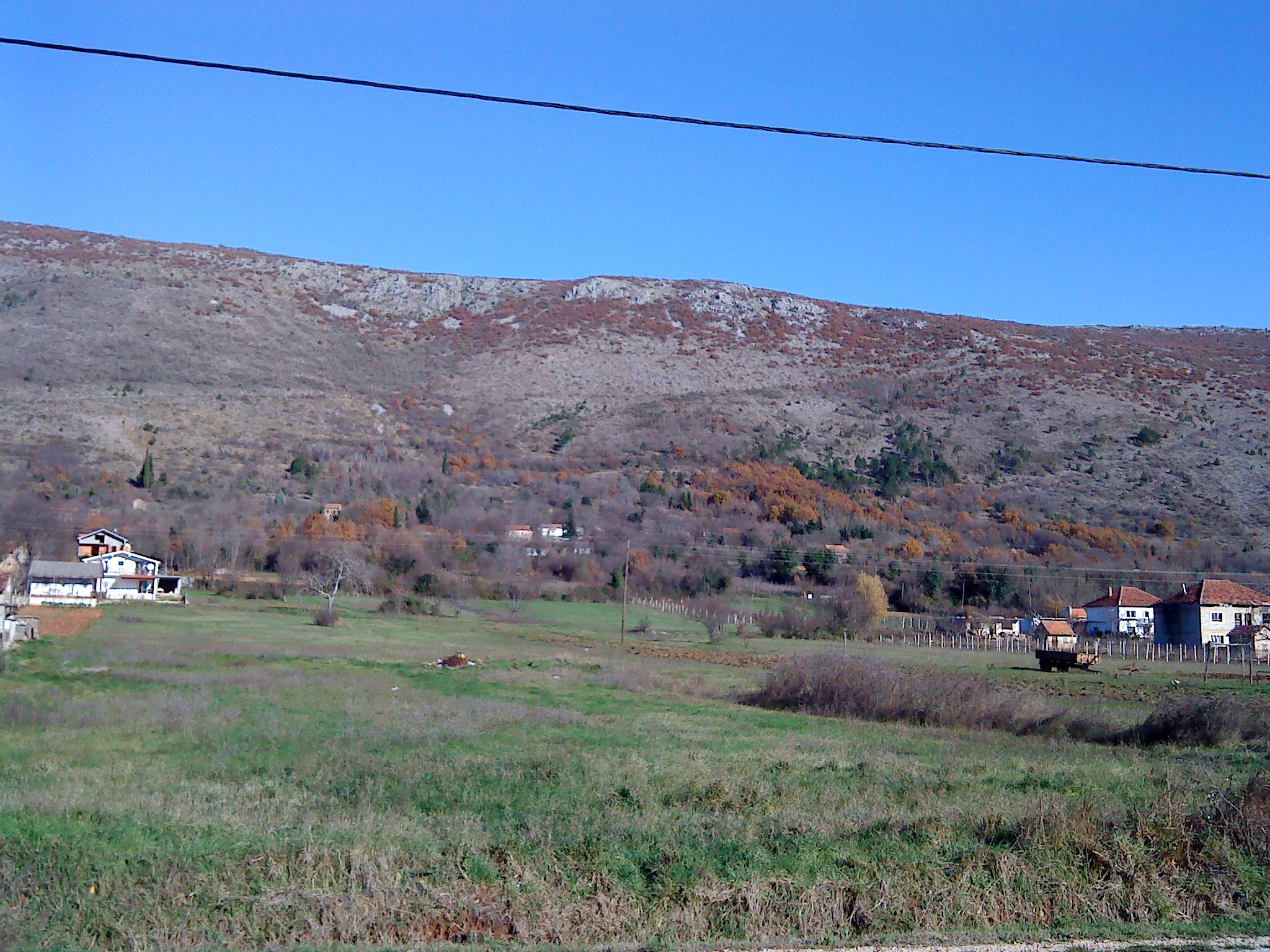
Sovići, Grude
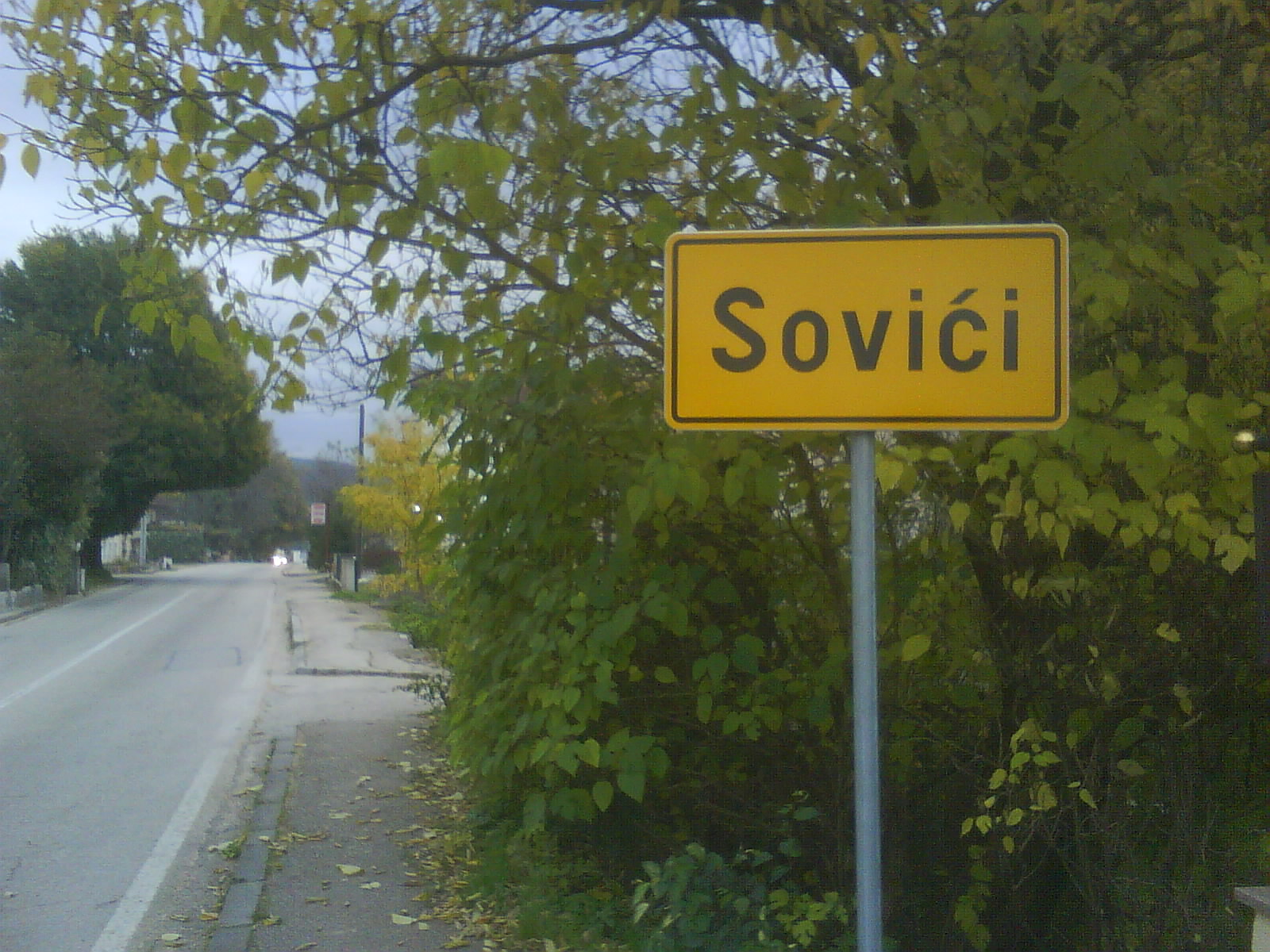
Ortsschild in Sovići